# Кардіган (замок)
Замок Кардіган (валл. Castell Aberteifi) — замок з видом на річку Тіфі в Кардігані, Кередігіон, Уельс. Замок датується кінцем XI століття, хоча був перебудований в 1244 році. Замок Зелений будинок був побудований всередині стін замку на початку 1800-х років. Після катастрофи, замок був відновлений на початку 2000-х років і відкритий для громадськості в 2015 році. Він належить Церддинській раді графства і тепер до його складу входить центр спадщини та центр проведення концертів просто неба.

## Історія
Спочатку кардіганський замок був побудований за 1 км вниз від Тефі, від місця, де він зараз стоїть. Збудований в лісі норманами, за часів ранньої залізної доби. Теперішнє розташування замку було обране для виконання захисної функції Кардіган-Бридж, також було проведено реконструкцію — адже 1100 року Дільбером де Кларе побудований дерев'яний замок. У 1136 р. Лорд Ріс Груффідський взяв кардіганський замок і почав його перебудовувати в камені. Щоб відсвяткувати завершення реконструкції замку в 1176 році, тут організували перше свято з валлійської літератури та музики, створюючи знакову валлійську пам'ятку.
Сини Рісу, Маельгвін і Груфідд, воювали за володарство над замком, та це врешті-решт його було продано королю Іоанну I Безземельному.
У 13 столітті замок знову був перехоплений норманами. Для додаткового захисту були побудовані міські стіни, і до теперішнього часу збереглися їхні рештки. У 13 столітті король Едуард I Довгоногий відновив замок, а контроль повернувся до англійської сторони.

## Сучасний стан замку
Міс Вуд, останній мешканець замку, нарешті залишила замок наприкінці 90-х, щоб її доглянули в будинку для пристарілих. Зіткнувшись із шістьма роками витрат на догляд, вона поставила замок на приватну торгівлю в 2001 році. Замок був придбаний окружною радою Ceredigion у квітні 2003 року, і тоді ж почалися ремонтні роботи в рамках регенерації Cardigan. У 2004 році замок Грін Хаус з'явився на другій серії Відродження BBC, представлений Гріфом Рісом Джонсом.
Реконструкція тривала кілька років після її придбання Радою, а замок був відкритий для громадськості 15 квітня 2015 року з концертом у липні 2015 року. Нові об'єкти включають помешкання та сніданок та номери для самообслуговування, центр культурної спадщини з освітніми закладами, ресторан, заходи та концертний майданчик під відкритим небом, а також кімнати для прокату для уроків.